# 山本敬三郎
山本 敬三郎（やまもと けいざぶろう、1913年8月17日 - 2006年5月6日）は、日本の政治家。静岡県知事、参議院議員。静岡県出身。

## 来歴・人物
静岡県賀茂郡出身。静岡県立静岡中学校・旧制水戸高等学校を経て、1937年に東京大学経済学部を卒業して三井物産に勤務。外務省嘱託や東亜研究所幹事を歴任し、戦後は関東機船社長の後に帰郷して田子水産協同組合組合長。1955年に賀茂郡から静岡県議に選出され、静岡県道路公社理事長・参議院議員（1968年～1974年）を経て1974年7月に静岡県知事選に初当選。1986年まで3期12年務めた。東海地震対策に尽力し「地震知事」といわれた。「静岡は危険、と公言するようなものだ」という批判もあったが信念を貫いた。また行政改革にも手腕を発揮した。
2006年5月6日、心不全のため静岡県三島市の病院で死去。92歳没。